# Кюрике I
Кюрике I (арм. Կյուրիկե Ա) также Гурген I (арм. Գուրգեն Ա; даты рождения и смерти неизвестны) — первый царь и основатель Ташир-Дзорагетского царства (около 980—989). Основатель династии Кюрикидов, младшей ветви армянской царской династии Багратидов. 

## Биография

### Происхождение
Гурген был младшим сыном царя Армении Ашота III Милостивого из династии Багратидов, и младшим братом армянских царей Смбата II и Гагика I.

### Правление

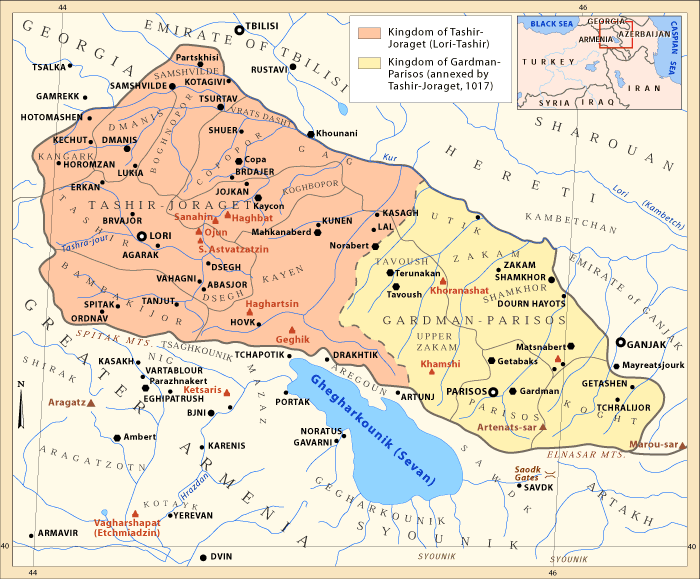
Ташир-Дзорагетское царство

Был назначен на царский трон Ташир-Дзорагета (северо-восточные области Армении, окрестные рекам Дебед и Агстев) своим отцом, Ашотом III, на правах вассала. В 974 году участвовал в инициированной Ашотом III мобилизации армянских войск, в период малоазиатского похода византийского императора Иоанна Цимисхия, представлявшего угрозу для южных границ Армении. Последние годы жизни посвятил духовенству в Санаинском монастыре.
Кюрике носил также титул царя Алуанка, хотя в действительности территория Алуанка локализовалась на востоке, в области от Гянджи до Барды. Цари Ташира управляли некоторыми наизападными районами Алуанка и их дополнительный титул отражало их тайное желание распространиться в восточном направлении. Этот титул, по мнению Вл. Минорского, связан с их владением долины в нижнем течении реки Акстев. Академическая «Кембриджская история Ирана» называет титул «притязательным».

## Семья
Дети
- Давид I Безземельный — царь Ташир-Дзорагета (989—1048), при котором царство достигло своего расцвета[3]
- Смбат